# Блэкаут (ткань)
Блэкаут (от англ. blackout — «затемнение») относится к пенопластовой ткани, используемой для светоизоляции. Затемняющие ткани чаще всего встречаются в гостиничных номерах в качестве подкладок для штор или драпировок, закрывая большую часть света, который в противном случае проникал бы через окно, когда шторы закрыты. Для путешественников, работников третьей смены и родителей детей полное затемнение является важным элементом в спальне. Помимо оконных покрытий, другие виды использования затемняющих тканей включают обои, экраны кинопроекторов и купола планетария.

## Производство
Процесс производства блэкаута был изобретен компанией Rockland Industries из Балтимора и включает в себя покрытие ткани слоями пены или «пропусками». Затемнение «2 слоя» производится путём нанесения двух проходов пены на ткань — сначала на ткань наносится чёрный слой, затем поверх чёрного наносится белый или светлый слой. Затемнение «3 слоя» производится путём нанесения сначала слоя белой пены на ткань, затем слоя чёрной пены, а затем третьего и последнего слоя белой или светлой пены.

## Использование
Ткань в «3 слоя» позволяет совмещать декоративную поверхность и затемняющую подкладку. Ткань в «2 слоя» не может быть использована таким образом, потому что чёрная пена видна через тканевую сторону материала. Помимо блокирования света светомаскировочные ткани также изолируют и обладают шумопоглощающими свойствами благодаря своей плотности и непрозрачности.

## Типы
Существует много типов плотных штор, как показано в приведенном ниже списке. В основном эти плотные шторы используются больше в Великобритании и Германии, но в зимний сезон спрос на плотные шторы достигает 300 %, чем при обычной покупке. И это тоже из-за экстремальной погоды, где плотные шторы помогают сохранить тепло в доме. Ниже представлены типы плотных штор
- Термо-изолирующие шторы
- Ring Top Curtains
- Pencil Pleat Curtains
- 3D Blackout Curtains